# فاديم أنتيبوف
فاديم أنتيبوف (بالأوكرانية: Антіпов Вадим Петрович)‏ هو لاعب كرة قدم أوكراني في مركز الهجوم، ولد في 11 سبتمبر 1988 في جمهورية أوكرانيا الاشتراكية السوفيتية في الاتحاد السوفيتي. شارك مع منتخب أوكرانيا تحت 16 سنة لكرة القدم ومنتخب أوكرانيا تحت 21 سنة لكرة القدم. أما مع النوادي، فقد لعب مع ديسنا تشرنيغوف ونادي كرويا باكروييس.

## وصلات خارجية
- فاديم أنتيبوف على موقع اتحاد أوكرانيا (الإنجليزية)
- فاديم أنتيبوف على موقع قاعدة بيانات كرة القدم.إي يو (الإنجليزية)
- فاديم أنتيبوف على موقع Soccerway.com (الإنجليزية)